# MyEarthDream
«MyEarthDream» — шостий студійний альбом австрійського симфонічного павер-метал-гурту Edenbridge. Реліз відбувся 25 квітня 2008 через лейбл Napalm Records.

## Список композицій
Автор музики і слів Арне "Ланвалль" Стокхаммер. 
| #     | Назва                                                                   | Тривалість |
| ----- | ----------------------------------------------------------------------- | ---------- |
| 1.    | «The Force Within»                                                      | 1:05       |
| 2.    | «Shadowplay» (із Карлом Грумом)                                         | 5:25       |
| 3.    | «Paramount»                                                             | 4:24       |
| 4.    | «Undying Devotion»                                                      | 4:38       |
| 5.    | «Adamantine»                                                            | 6:15       |
| 6.    | «Whale Rider»                                                           | 4:13       |
| 7.    | «Remember Me»                                                           | 3:38       |
| 8.    | «Fallen from Grace»                                                     | 4:46       |
| 9.    | «Place of Higher Power»                                                 | 5:09       |
| 10.   | «MyEarthDream Suite for Guitar and Orchestra» (бонусний трек діджіпаку) | 6:47       |
| 11.   | «MyEarthDream»                                                          | 12:37      |
| 58:57 |                                                                         |            |

## Учасники запису
Edenbridge
- Сабіна Едельсбахер – вокал
- Ланвалль – електрогітара, ритм-гітара, клавішні, фортепіано, акустична гітара
- Франк Біндіг – бас-гітара, гроулінг

Запрошені музиканти
- Себастьян Лансер – ударні
- Роббі Валентайн – задній вокал та хор
- Денніс Ворд – задній вокал та хор
- Карл Грум – 3-є гітарне соло в треку "Shadowplay"
- Чеський кінооркестр диригований Ярославом Бричом